# 北東コーカサス語族
北東コーカサス語族（または、ナフ・ダゲスタン語族）は、言語分類の一つである。ロシアのダゲスタン共和国、チェチェン共和国、イングーシ共和国、およびアゼルバイジャン北部、ジョージア北東部で話される言語からなる語族である。話者は、ロシア、トルコ、中東の各地にも離散している。フルリ・ウラルトゥ語族と近縁と考えられており、また北西コーカサス語族（アブハズ・アディゲ語族）との系統関係が有力視されている。

## 下位分類
- ナフ語派
  - バツ語
  - ヴァイナフ諸語
    - チェチェン語
    - イングーシ語
- ダゲスタン語派
  - アヴァル・アンディ諸語
    - アヴァル語
    - アンディ諸語（英語版）

  - ダルギン諸語（英語版）
    - ダルグワ語

  - ツェズ諸語（英語版）
    - ツェズ語
    - ヒヌフ語
    - フワルシ語（英語版）
    - フンジブ語（英語版）
    - ベジュタ語

  - ヒナルク語
  - ラク語
  - レズギ諸語（英語版）
    - アルチ語
    - サムール諸語
      - 東サムール諸語
        - アグール語
        - ウディ語
        - タバサラン語
        - レズギ語

      - 西サムール諸語
        - ツァフル語
        - ルトゥル語

      - 南サムール諸語
        - クリツ語（英語版）
        - ブドゥフ語